# ヤクブ・ヤンダ
ヤクブ・ヤンダ  (Jakub Janda 1978年4月27日- ) は、チェコ共和国モラヴィア・スレスコ州チェラドナー出身のスキージャンプ選手。2005-06年シーズンのスキージャンプ週間優勝、スキージャンプ・ワールドカップ総合優勝。

## 経歴

### 2005年まで
1996年からワールドカップに出場した。しかし2003年1月に地元チェコのリベレツで3位となり表彰台に上がるまで目立った活躍はなかった。2004年には日本チームの元ヘッドコーチとしても知られるスロベニア人のバシャ・バイツがチェコチームのコーチにつき、彼の指導を受けさらに活躍するようになった 。そのため、ヤンダのフォームは日本チームの全盛時に見られたものに似ている。2004-2005年シーズンは表彰台に何度も登り、1月のティティゼー・ノイシュタット大会で初優勝を果たした。オーベルストドルフで開かれた2005年ノルディックスキー世界選手権ではノーマルヒルで銀メダル、ラージヒルで銅メダルを獲得した。

## 2005-2006シーズン
クーサモでの開幕戦で優勝すると、4勝をあげ総合1位でジャンプ週間に臨んだ。初戦のオーベルストドルフではヤンネ・アホネン、ロアル・ヨケルソイに次いで3位となった。2戦目のガルミッシュ＝パルテンキルヒェンでは優勝し、ジャンプ週間の途中成績でアホネンに次ぐ2位となった。インスブルックでは伏兵のノルウェーのラーシュ・ビステルが優勝し、ヤンダは2位に入ったため残り1戦を残しアホネンを抜いてトップに立った。ビショフスホーフェンで行われた最終戦、ジャンプ週間を通しての優勝争いは完全に2人に絞られた。1本目、ヤンダとアホネンは同じ飛距離を出してポイントでわずか1ポイントヤンダがリードした。残り1回ずつのジャンプを残して、ヤンダは3ポイントにリードを拡げていた。2本目ヤンダが139m飛んだのに対してアホネンは141.5mのジャンプを見せて逆転勝利した。最終的に2人のポイントは並び、史上初の同点優勝となった。3位にはヨケルソイが入った。ヤンダは1971年のイジー・ラシュカ以来となるジャンプ週間におけるチェコ人のチャンピオンとなった。
しかしその後、ヤンダは調子を落としそのシーズンに行われたトリノオリンピックでノーマルヒル13位、ラージヒル10位、団体9位に終わった。
オリンピック終了後はラハティで2位になるなど再び表彰台に戻ってきたがシーズン初めに比べてフォームが固まらず苦戦が続いた。プラニツァでの最終戦のスキーフライング2連戦の1日目は29位に終わったが、シーズン総合優勝を競うアホネンも11位に留まったため最終戦は欠場した。ヤンダはチェコ人として初のワールドカップ総合優勝を果たした。

## 主な成績
(2018-2019年シーズンまで)
- オリンピック
  - 2002年ソルトレークシティ　ノーマルヒル個人39位、ラージヒル個人44位、ラージヒル団体12位
  - 2006年トリノオリンピック　ノーマルヒル個人13位、ラージヒル個人10位、ラージヒル団体9位
  - 2010年バンクーバー　ノーマルヒル個人14位、ラージヒル個人17位、ラージヒル団体7位
  - 2014年ソチ　ノーマルヒル個人19位、ラージヒル個人27位、ラージヒル団体7位

- 世界選手権
  - 2001年ラハティ ( フィンランド) ノーマルヒル個人17位、ノーマルヒル団体7位、ラージヒル団体6位
  - 2003年ヴァル・ディ・フィエンメ ( イタリア) ノーマルヒル個人14位、ラージヒル個人25位、ラージヒル団体8位
  - 2005年オーベルストドルフ ( ドイツ) ノーマルヒル個人銀、ノーマルヒル団体7位、ラージヒル個人銅、ラージヒル団体8位
  - 2007年札幌 ( 日本) ノーマルヒル個人18位、ラージヒル個人20位、ラージヒル団体9位
  - 2009年リベレツ ( チェコ) ノーマルヒル個人33位、ラージヒル個人19位、ラージヒル団体5位
  - 2011年オスロ ( ノルウェー) ノーマルヒル個人21位、ノーマルヒル団体7位、ラージヒル個人28位、ラージヒル団体8位
  - 2013年ヴァル・ディ・フィエンメ ( イタリア) ノーマルヒル個人31位、ラージヒル個人47位、ラージヒル団体7位
  - 2015年ファールン ( スウェーデン) ノーマルヒル個人27位、ラージヒル個人33位、ラージヒル団体8位
  - 2017年ラハティ ( フィンランド) ノーマルヒル個人23位、混合ノーマルヒル団体9位、ラージヒル個人28位、ラージヒル団体7位

- スキーフライング世界選手権
  - 1998年  オーベルストドルフ 個人28位　　
  - 2000年  ヴィケルスン 個人31位
  - 2002年  ハラホフ 個人48位　
  - 2004年  プラニツァ 個人35位、団体9位
  - 2006年  バート・ミッテルンドルフ 個人7位、団体8位
  - 2012年  ヴィケルスン 個人21位、団体6位
  - 2014年  ハラホフ 個人21位　
  - 2016年  バート・ミッテルンドルフ 個人予選敗退

- スキージャンプ・ワールドカップ
  - 総合優勝1回 (2005-06年)
  - 通算6勝, 2位 7回, 3位 7回
- ジャンプ週間
  - 総合優勝1回 (2005-06年)